# Ca l'Armera
Ca l'Armera (deformació d'Olmera) o Can Ros és una casa pairal situada al carrer del Cardenal Tedeschini, 32 de Barcelona, per on antigament passava el camí d'Horta a Sant Martí de Provençals, catalogada com a bé cultural d'interès local.

## Història
L'antic mas del segle xv, probablement construït sobre les restes d'una vil·la romana, era conegut al segle xvii com a Can Peguera. El 1671, Antoni de Peguera i Puissa va demanar un permís d'obres. Va ser destruït el 1714 i bastit de nou uns anys després. A mitjans del segle xviii s'hi va establir la família Ros, que el va reformar seguint l'estil de l'època.
El 1942, Ignasi de Ros i de Puig (1876-1947), regidor de l'Ajuntament de Barcelona durant la dictadura de Primo de Rivera, va encarregar-ne la restauració als arquitectes Joaquim de Ros i de Ramis i Francesc d'Assís Viladevall. A la seva mort el 1947, la finca va ser dividida entre els seus fills, i la masia passà a mans del primogènit Joan de Ros i de Ramis (1907-1983). El 1952, la família Ros i Ramis va vendre 16'5 hectàrees de terreny a 7 pessetes el pam quadrat al Patronat d'Habitatges del Congrés Eucarístic, amb la condició que es respectés el perímetre de la masia. El nou carrer que s'hi va obrir el 1955 es dedicà a Ignasi de Ros, i el 2007 passà a dir-se de Can Ros.
A més de la masia, la família va mantenir la propietat dels terrenys de les pistes de tennis veïnes i el Canòdrom de la Meridiana, inaugurat l'abril del 1964. Clausurat el 22 de febrer del 2006, va ser l'última instal·lació de l'Estat espanyol on se celebraven curses de llebrers. Posteriorment, fou adquirit per l'Ajuntament de Barcelona per a destinar-lo a equipaments.

## Descripció
Edifici molt ben conservat, tant interiorment com exteriorment. Conserva eines i paraments de caràcter agrícola i mobiliari antic. Actualment es troba envoltada de jardí i d'una petita horta. Un reixat separa la finca dels carrers veïns. Adossada a la casa hi ha una capella amb rossassa i espadanya.